# 斯捷普诺伊村委员会
斯捷普诺伊村委员会（俄语：Степновский сельсовет）是俄罗斯联邦阿斯特拉罕州克拉斯内亚尔区所属的一个村委员会。其下辖有3个居民点，行政中心为斯捷普诺伊。据2015年统计，该村委员会的人口为157人。